# 베이블레이드 버스트
《베이블레이드 버스트》(ベイブレードバースト 베이브레도 바스토[*])는 팽이를 소재로 하고 영실업(대한민국)과 타카라토미(일본)이 제작한 일본의 애니메이션이다. 베이블레이드 시리즈의 3세대가 되는 작품.

## 줄거리
베이블레이드 버스트는 세계적으로 가장 유명한 배틀 팽이. 세계의 무수한 소년들이 베이블레이드로 뜨겁게 배틀을 펼쳐 나가고 있다. 주인공 강산은 초등학교 5학년으로 베이는 빅토리 발키리를 사용하며, 베이블레이드가 너무나 재미있어서 꿈까지 꿀 지경인 베이 앓이중인 소년. 스톰 스프리건을 사용하는 천재 베이블레이더 사이에서는 4천왕에 꼽히는 베이블레이드 천재 슈는 강산의 어린시절부터 절친이다. 한편 강산과 늘 티격태격 하지만 마음깊이 강산을 응원하고 챙기는 라이징 라그나로크를 사용하는 호락, 낯을 심하게 가리지만 마음은 따뜻한 켄, 이런 친구과의 우정을 쌓아나가는 강산. 계속되는 배틀을 통해 실력을 키워나가며 전국 대회를 향해서 성장해 나간다.

## 시리즈 목록
- 베이블레이드 버스트(2016)
- 베이블레이드 버스트 갓(2017)
- 베이블레이드 버스트 초제트(2018)
- 베이블레이드 버스트 진검(2019)
- 베이블레이드 버스트 슈퍼킹(2020)
- 베이블레이드 버스트 다이너마이트 배틀(2021)
- 베이블레이드 버스트 얼티밋(2022)[1]
- 베이블레이드 버스트 X

## 모티브
- 발키리(Valt-Valkyrie)
- 스프리건(Shu-Spriggan)
- 라그나로크(Rantaro/Ranjiro/Ranjo-Ragnarok)
- 케르베로스(Kenske/Kyle-Kerberos)
- 데스사이저(Daigo-Dethsiger)
- 와이번(Wakiya-Wayvern)
- 엑스칼리버(Xander/Xan-Xcalibur)
- 오딘(Orochi-Odin)
- 넵투누스(Naoki-Neptune)
- 위그드라실(Yugo-Ygdrasil)
- 호루스의 눈(Houji-Horusd)
- 제우스(Zenkuro/Zack-Zeus)
- 롱기누스(Lui/Lodin-Longinus)
- 유니콘(Uko-Unicorn)
- 케찰코아틀(Quon-Quetzalcoatl)
- 베헤모스(Ben-Behemoth)
- 가이아(Go-Gaia)
- 요르문간드(Jin-Jormugand)
- 아누비스(Akira-Anubis)
- 파프니르(Free/Fumiya-Farfnir)
- 사탄(Sisco-Satan)
- 크로노스(Cuza-Chronos)
- 이프리트(Iliya-Ifrit)
- 카오스(Clio-Caos)
- 가루다(Gazem-Garuda)
- 레굴루스(Ruwei-Regulus)
- 지니어스(Joshua-Jinius)
- 바하무트(Boa/Blind/Basara-Bahamut)
- 네메시스(Noman-Nemesis)
- 쿠쿨칸(Kurz-Kukulcan)
- 아킬레우스(Aiger-Akileus)
- 포르네우스(Fubuki-Forneus)
- 트라이던트(Toko-Trident)
- 샐러맨더(Seou-Salamander)
- 피닉스(Phi/Penomeno-Pheonix)
- 표범(Laban-Lephard)
- 하데스(Haz-Hades)
- 헤라클레스(Hoi-Heracles)
- 드래곤(Dante-Dragon)
- 아수라(Amane-Asura)
- 디아볼로스(Delta-Diabolos)
- 페가수스(Pote-Pegasus)
- 조커(Joe-Joker)
- 아포칼립스(Arthur-Apocalypse)
- 제네시스(Gwyn-Genesis)
- 히페리온, 헬리오스(Hyuga, Hikaru-Hiperion, Helios)
- 루치페르(Lean-Lucifer)
- 벨리알(Bell-Belial)
- 라파엘(Rashad-Rapael)

## 주제가(국내판)
1기 오프닝/엔딩 [버스트 피니시!]
음악감독: 박지혜
노래: 블루톤
2기 오프닝 [Evolution burst!]
음악 연출: 김정아
녹음&믹싱: 박지혜, 두지현
노래: 손웅
3기 오프닝 [초제트 무적 블레이더]
노래: 유석진
작사/작곡/편곡: 오스미 도모타카
개사: 김나영
음악 감독: 김정아
녹음/믹싱: 김학래
4기 오프닝 [진검승부]
작사/작곡: 오오스미 도모타카
번역: 윤강비
노래: TULA
음악감독: 이소영
녹음/믹싱: 이학준
5기 오프닝 [슈퍼킹 레볼루션]
음악: 마시코 다쓰로
번역: 윤강비
노래: 손우진, 김성현
음악 감독: 이소영
6기 오프닝/엔딩 [부딪쳐! 다이너마이트 배틀!]
작·편곡: 아라타메 쇼
번역: 윤강비
노래: TULA
음악감독: 이소영
3기 엔딩 Ver.1 [BEY-POP]
작사/작곡/편곡 : 오스미 도모타카
개사: 김나영
음악 감독: 김정아
녹음/믹싱: 박지혜
노래: 유석진
코러스: 이정은, 이일송, 김도희, 박시윤, 유영, 이상호
3기 엔딩 Ver.2 [베이팝 스윙]
작사/작곡/편곡: 오스미 도모타카
번안: 윤강비
음악 감독: 김진아
노래: 유석진
코러스: 이정은, 강성우, 김도희, 유영, 이상호

## 한국어판 목소리 출연
외부 성우(1~4기)는 볼드체, 외부 성우(5~6기)는 기울임꼴
- 아오이 바루토-강산역 : 김현지
- 키야마 家-호락, 호익, 호란역 : 한신
- 쿠레나이 슈-슈역 : 신용우
- 미도리카와 켄스케, 무라키-켄, 무라키역 : 전태열
- 쿠로가미 다이나, 안쥬 로페즈-다이너, 앤지 로페스역 : 한채언
- 코무라사키 와키야, 마리 고저스-태이, 마리역 : 김보영
- 콘다 호우지-호야역 : 김기흥
- 샤쿠엔지 카이자-샤키도장의 카이저역 : 김장
- 잭 더 선샤인, 이벨 옥스포드역 : 박성태
- 시라사기죠 루이-루이역 : 양정화
- 난스이 유고, 손 루웨이, 장고 마타도르, 사카키 카타나, 아란, 조지 스타, 리처드 옐로우(=옐로 아이), 바이올렛 아이, 스미에 후부키-유고, 썬, 장고, 탄, 아랑, 조지, 옐로우, 바이올렛 아이, 설풍역 : 김지율
- 이부키 유코, 라반 바노-우영, 라반역 : 여민정
- 키미도리 쿠온-쿠온역 : 김율
- 차가케 고, 오 호이, 에이스/그랜드/록/임페리얼/템페스트 드래곤-고, 오휘, 드래곤역 : 권성혁
- 미쿠니 싱키, 심판, 하인리히, 카를로스, 블랙 아이, 고슈인 스오우, 죤-G, 쿠사바 아마네-싱키, 심판, 해인, 카를로스, 블랙 아이, 수오, 정진, 무초역 : 김신우
- 산다이 큐, 아오이 치하루-큐, 강산 母역 : 은영선
- 아즈키 벤, 잔 보가드, 고류 드럼-벤, 잔, 홍 데미안역 : 안영미
- 긴바 오로치, 아오이 켄토-소리, 강산 父역 : 장성호
- 미나모 나오키, 트레드 바스케스-아인, 트래드역 : 최승훈
- 아이자와 진, 쿠사바 타카네-진, 무열역 : 방연지
- 야마부키 아키라, 크리스티나 쿠로다-태양, 크리스역 : 김새해
- 아오이 토코나츠-강인역 : 정혜원
- 아오이 니카, 허니 굿텐, 아서 로렌스-강솔, 허니, 아더역 : 김가령
- 쿠로가미 소타, 샤쿠엔지 카이자 아역, 스탠 햄버그, 콘다 코우지, 그윈 로니-로이, 샤키도장의 카이저 아역, 스탠, 후야, 로니역 : 정유정
- 베이고마 학원장-베이 학교장역 : 설영범
- 아나미 운타, 세뇨르 아나미, 힉슨 클레이, 노먼 타버/골드 아이, 하루미 히지카와-아나운서 영, 아나운서 세뇨르(1~3기), 릭슨, 노만/골드 아이, 하루역 : 손수호
- 프리 데라호야, 장역 : 김영은
- 죠슈아 분, 카일 하킴, 아카네 델타-조슈아, 카일, 델타역 : 강호철
- 커츠 바라티에-커츠역 : 서윤선
- 쿠자 아커만-쿤역 : 정유미
- 그레이 아이, 샤카의 祖父역 : 시영준
- 보아 알카세르, 안나-보아, 안나역 : 김채하
- 시스코 칼라일-시스코역 : 이호산
- 키트 로페즈-키트 로페스역 : 이새벽
- 샤샤 굿텐-샤샤역 : 김현심
- 오키나카 아타루-타루역 : 김선혜
- 롬멜, 파이, 하츠역 : 김명준
- 클리오 드론-클리오역 : 이지현
- 제프 피터슨, 알렉산더 길텐/아슈람-제프, 알렉산더/아슈람 : 정명준
- 버너 클레이역 : 이주창
- 실버 아이, 가젬 마다르-실버 아이, 카셈역 : 소정환
- 비스케, 구미타-비스케, 구미라역 : 임윤선
- 조로, 가젬 父역 : 이인성
- 아카바 아이가-서아진역 : 박리나
- 나이트 백작역 : 박경혜
- 미스터 데몬역 : 권창욱
- 아카바 타이가-서재신역 : 임채헌
- 아카바 칸나, 토비스케-서가인, 도수철역 : 정선혜
- 아카바 나루-서나루역 : 여윤미
- 배니마루, 아킬레스, 이반 자코비치-마동배, 아킬레스, 이반역 : 김정훈
- 킨도 이치카-채아역 : 강새봄
- 고류 탕고-홍영식역 : 이장원
- 킨도 후미야-후야역 : 남도형
- 포트 호프-호프역 : 엄상현
- 아서 퍼시벌-아더역 : 김혜성
- 헬 아나운서, 아수라-어나더, 아수라역 : 홍승효
- 헬의 비서역 : 김도희
- 디아볼로스역 : 이상호
- 루리카와 죠-죠역 : 심규혁
- 하이지마 로딘-로딘역 : 안효민
- 블린트 데보이-블린트역 : 정주원
- 고류 드럼 父/홍 데미안 父역 : 최한
- 고류 드럼 母/홍 데미안 母역 : 윤여진
- 케인, 아나운서(4기)역 : 강성우
- 아사히 휴우가-차범역 : 안현서
- 아사히 히카루-차현역 : 윤미나
- 라이카, 이리야-레이가, 일리야역 : 가빈
- 쿤, 아사히 형제 父, 다이코쿠텐 진에몬-곤, 차현&차범 父, 벨의 祖父역 : 김훤
- 척, 아나운서역 : 박민기
- 렌 발할라, 심판(5~6기)-린 왈할라, 심판역 : 민승우
- 아사히 형제 母, 스이류 바사라 母-차범&차현 母역, 바사라 母 : 차영희
- 다이코쿠텐 벨-다이크 벨역 : 김유림
- 라샤드 굿맨-라샤드 역 : 이상헌
- 스이류 바사라-바사라 역 : 전광주
- 스이류 한나-한나역 : 김하루

## 같이 보기
- 탑블레이드
- 탑블레이드 (애니메이션)
- 메탈파이트 베이블레이드
- 메탈파이트 베이블레이드 ZEROG
- 베이블레이드 X
- 팽이